# Iodură de paladiu
Iodura de paladiu este o sare a paladiului cu acidul iodhidric cu formula chimică PdI2. Este insolubilă în apă și are o culoare neagră.

## Obținere
Iodura de paladiu poate fi precipitată prin reacția dintre clorură de paladiu și iodură de potasiu:
{\displaystyle \mathrm {PdCl_{2}+2KI\longrightarrow PdI_{2}\downarrow +2KCl} }
Ca și în cazul iodurii de bismut, dacă în reacție intră și exces de reactiv se poate remarca formarea tetraiodopaladiului de potasiu, de culoare brună-închisă, după reacția:
{\displaystyle \mathrm {PdI_{2}+2KI\longrightarrow 2K[PdI_{4}]} }